# Вавилова, Клавдия Дмитриевна
Кла́вдия Дми́триевна Вави́лова (1922, Низовка, Елховский район Самарской губернии — 1942) — участница Великой Отечественной войны, фельдшер.

## Биография
Отец, Дмитрий Степанович Вавилов (р. 1882), прошёл Первую Мировую и Гражданскую войны. Воевал в Красной Армии, демобилизовался в 1919 году. Попал под раскулачивание, 1 апреля 1930 года был осуждён по статье 58-10 на 3 года. Был реабилитирован в 1989 году.
Мать Александра Михайловна. В семье было шестеро детей, Клавдия была старшей. После ареста отца не смогла пойти в школу, так как была вынуждена работать, чтобы помочь матери. Работала нянькой. После возвращения отца семья переехала в Ставрополь (ныне Тольятти). В школу пошла переростком сразу в четвёртый класс. После седьмого класса поступила в школу медсестёр, где платили стипендию. В июне 1941 года окончила её с отличием.
По воспоминаниям знавших её, была спокойной и уравновешенной, очень надёжной. Несмотря на тяжёлое материальное положение в семье, никогда не жаловалась на жизнь.

## На фронтах Второй мировой войны
В начале августа 1941 года была призвана в Красную Армию. Вместе с подругами доехала до Ульяновска, где потеряли друг друга. Судя по письмам, в Ульяновске окончила двухмесячные курсы на звание военфельдшера. Зачислена фельдшером 910-го артиллерийского полка 338-й стрелковой дивизии.
Была направлена на фронт под Москвой. Принимала участие в контрнаступлении советских войск под Москвой.
В ходе Ржевско-Вяземской наступательной операции часть войск 33-й армии, в том числе и 338-я дивизия были окружены в районе Вязьмы.
Из окружения Клавдия Вавилова не вышла. С февраля 1942 года числится пропавшей без вести.

## Память

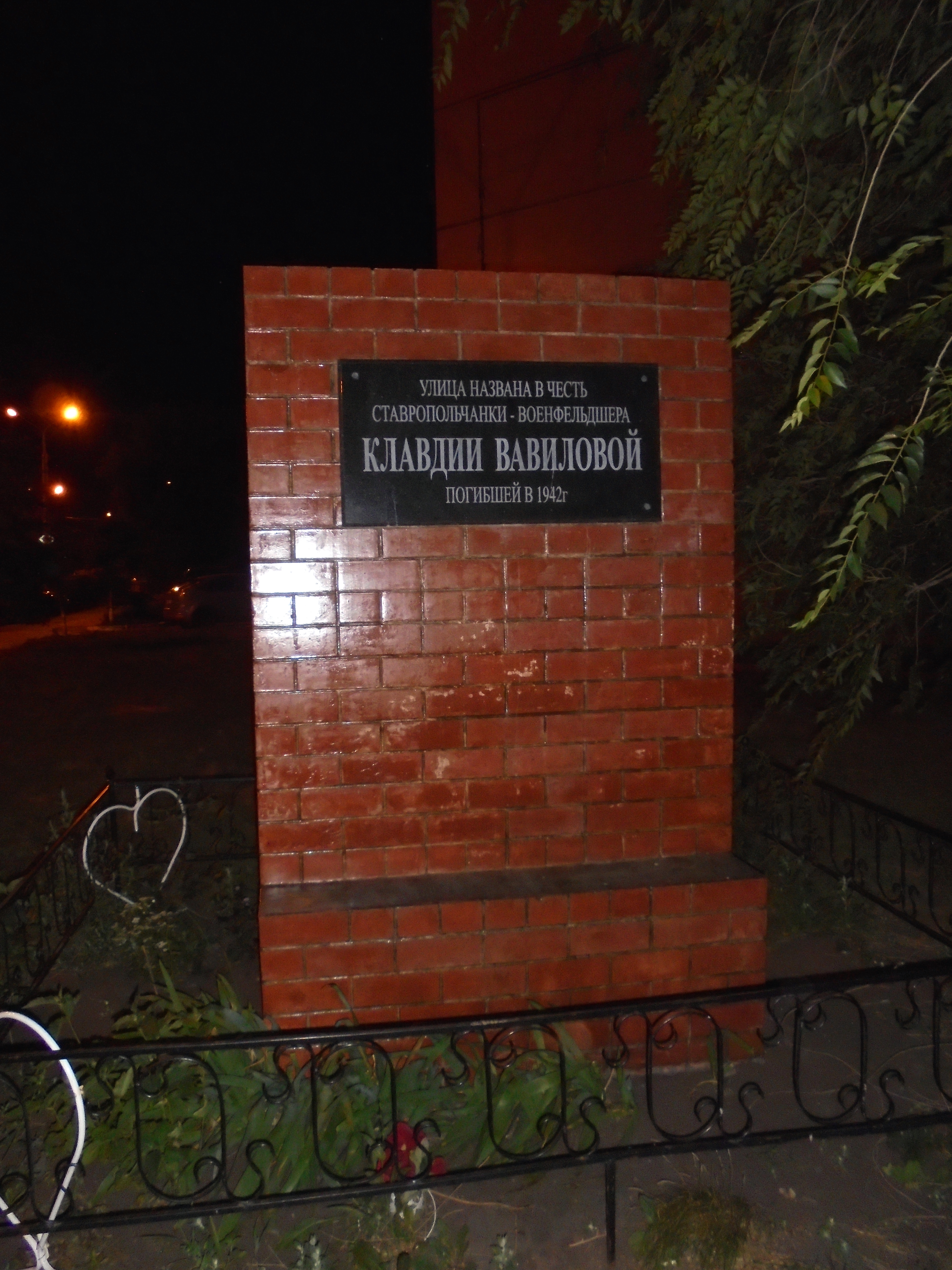
Памятный знак-указатель улицы Клавдии Вавиловой в Тольятти

- В 1995 году Кубанский проезд города Тольятти был переименован в улицу Клавдии Вавиловой.
- На доме, где 18 лет прожила семья Вавиловых, была установлена мемориальная доска. Однако позднее новые владельцы дома сняли доску и выбросили её, мотивируя тем, что им надоели зеваки, а после ремонта от старого дома ничего не осталось, а значит, и доску незачем вешать[источник не указан 1399 дней].